# 野島一成
野島 一成（のじま かずしげ、1964年1月20日 - ）は、日本のゲームクリエイター、ゲームシナリオライター。有限会社ステラヴィスタ代表。

## 概要
北海道出身。北海道札幌清田高等学校を経て、札幌大学へ入学するも20歳の頃に中退し、データイーストに入社。「探偵 神宮寺三郎」シリーズや「ヘラクレスの栄光」シリーズでシナリオを中心に活躍。
1994年スクウェア（現スクウェア・エニックス）に移籍し、『バハムート・ラグーン』で初のディレクターを務める。その後も『ファイナルファンタジーVII』（以下FF）、『FFVIII』、『FFX』、『FFX-2』、「キングダム ハーツ」シリーズなど多数のヒット作のゲームのシナリオを手がけた。
2003年10月30日にスクウェア・エニックスを退社、独立しステラヴィスタを立ち上げた。その後も『FFXIII』や『FFVII』などの関連作品にシナリオライターとして関わっている。
スクウェア・エニックス社以外の作品では任天堂の『大乱闘スマッシュブラザーズX』に収録されているアドベンチャーモード、「亜空の使者」のシナリオプロットも担当した。
世界中で待望の声が上がり、2020年4月10日に発売された『ファイナルファンタジーVII リメイク』では「原作よりもずっと深くクラウドに寄り添うことができるようになっている」と語っている。

## 主な作品

### ゲーム
- ゴルフ倶楽部 バーディーラッシュ（1987年、データイースト）
- 探偵 神宮寺三郎 危険な二人（前編）（1988年、データイースト）原作
- 探偵 神宮寺三郎 危険な二人（後編）（1989年、データイースト）原作
- ならず者戦闘部隊 ブラッディウルフ（1989年、データイースト）（PCエンジン）スペシャルサンクス
- ヘラクレスの栄光II タイタンの滅亡（1989年、データイースト）シナリオ（共同）
- 探偵 神宮寺三郎 時の過ぎゆくままに…（1991年、データイースト）シナリオ・演出
- ヘラクレスの栄光III 神々の沈黙（1992年、データイースト）シナリオ
- ヘラクレスの栄光IV 神々からの贈り物（1994年、データイースト）ディレクター・シナリオ
- バハムート・ラグーン（1996年、スクウェア）ディレクター
- ファイナルファンタジーVII（1997年、スクウェア）ストーリー・イベントプランナー
- ファイナルファンタジーVIII（1999年、スクウェア）シナリオ
ほか「Liberi Fatali」などの作詞を担当。
- ファイナルファンタジーX（2001年、スクウェア）シナリオ
シナリオは渡辺大祐と連名。ほか主題歌『素敵だね』の作詞を担当。
- キングダム ハーツ（2002年、スクウェア）シナリオ
秋山淳、渡辺大祐と連名。開発終盤のみヘルプとして参加。
- ファイナルファンタジーX-2（2003年、スクウェア）シナリオ
渡辺大祐と連名。ほか主題歌「1000の言葉」の作詞を担当。
- Before Crisis ファイナルファンタジーVII（2004年、スクウェア・エニックス）シナリオ監修
シナリオは平野幸江が担当。
- キングダム ハーツ チェイン オブ メモリーズ（2004年、スクウェア・エニックス）シナリオ監修
シナリオは渡辺大祐が担当。野村哲也と共同で監修。
- キングダム ハーツII（2005年、スクウェア・エニックス）シナリオ
- クライシス コア ファイナルファンタジーVII（2007年、スクウェア・エニックス）シナリオ
- デルトラクエスト 7つの宝石（2007年、バンダイナムコゲームス）シナリオ
- 大乱闘スマッシュブラザーズX （2008年、任天堂）
アドベンチャーモード 〜亜空の使者〜：シナリオ（プロット）
- ヘラクレスの栄光 魂の証明（2008年、任天堂）シナリオ
- 探偵神宮寺三郎 series No.19「連鎖する呪い」（2008年、アークシステムワークス）シナリオ
- サクラノート 〜いまにつながるみらい〜（2009年、マーベラスエンターテイメント）シナリオ
- ファイナルファンタジーXIII（2009年、スクウェア・エニックス）ストーリーコンセプト
- ラストランカー（2010年、カプコン）シナリオ
- ブラック★ロックシューター THE GAME（2011年、イメージエポック）シナリオ
- ソールトリガー（2012年、イメージエポック）シナリオ
- ゆきこたんの珈琲迷宮 帰ってきた名探偵（2015年、雪印メグミルク）シナリオ
- メビウス ファイナルファンタジー（2015年、スクウェア・エニックス）シナリオ原案
- ドラゴンズドグマオンライン（2015年、カプコン）シナリオ
- ZODIAC Orcanon Odyssey（2016年、kobojo）シナリオ
- ファイナルファンタジーXV（2016年、スクウェア・エニックス）シナリオ原案[要出典]
- 最果てのバベル（2019年、コロプラ）シナリオ
- ファイナルファンタジーVII リメイク（2020年、スクウェア・エニックス）シナリオ
- ストレンジャー オブ パラダイス ファイナルファンタジー オリジン（2022年、スクウェア・エニックス）シナリオ
- ファイナルファンタジーVII エバークライシス（2023年、スクウェア・エニックス）シナリオ
- ファイナルファンタジーVII リバース（2024年、スクウェア・エニックス）シナリオ
- レナティス（2024年、フリュー）シナリオ

### 映像作品
- ファイナルファンタジーVII アドベントチルドレン（2005年、スクウェア・エニックス）シナリオライター
- ラストオーダー ファイナルファンタジーVII（2005年、スクウェア・エニックス）オリジナルストーリー
- ルパン三世 PART5（2018年）脚本

### 小説
- On the Way to a Smile FINAL FANTASY VII（2009年、スクウェア・エニックス、ISBN 978-4757524620）
- ファイナルファンタジーVII外伝　タークス〜ザ・キッズ・アー・オールライト〜（2011年、スクウェア・エニックス、ISBN 978-4757534674）
- 武装中学生（2013年、エンターブレイン、全4巻）
- FINAL FANTASY X-2.5 〜永遠の代償〜（2013年、スクウェア・エニックス、ISBN 978-4757541573）
- FINAL FANTASY VII REMAKE　Traces of Two Pasts（2021年、スクウェア・エニックス、ISBN 978-4757573482）